# Big Nose George
George Parrott, mais conhecido como Big Nose (também conhecido como George Manuse ou George Warden; Montbéliard, 20 de março de 1834 — Rawlins, 22 de março de 1881), foi um abigeatário no Velho Oeste durante o final do século XIX. Tornou-se notável por ter sido transformado em um par de sapatos após sua morte.

## Crime
Em 1878, Parrott e sua gangue assassinaram dois oficiais da lei — o xerife Robert Widdowfield de Wyoming e o detetive da Union Pacific Tip Vincent — enquanto tentavam escapar após um assalto a trem mal-sucedido. Widdowfield e Vincent foram designados a rastrear a gangue de Parrott em 19 de agosto de 1878, após a tentativa de roubo ocorrida em um local isolado da linha férrea, próximo ao Rio Medicine Bow. Os oficiais perseguiram os bandoleiros até um campo no Desfiladeiro Rattlesnake, nas cercanias de Elk Mountain, mas acabaram sendo avistados por um olheiro da gangue.
Os salteadores apagaram então sua fogueira e esconderam-se em um arbusto mas, quando Widdowfield chegou ao local, percebeu que as cinzas do fogo ainda estavam quentes. O bando então disparou suas armas, atingindo o xerife no rosto. Vincent tentou fugir, mas foi alvejado antes de conseguir deixar o desfiladeiro. Os criminosos roubaram as armas de ambos os mortos, assim como um de seus cavalos, antes de esconder os corpos e fugir da região. O assassinato foi rapidamente descoberto e uma recompensa de dez mil dólares oferecida pela "apreensão dos assassinos", remuneração mais tarde aumentada para vinte mil dólares.

## Prisão e morte
Apesar de o bando ter conseguido escapar, Parrott e seu braço direito, Charlie Burris (vulgo "Dutch Charley"), foram capturados em Montana em 1880, depois de ficarem bêbados e gabarem-se do crime. Após julgamento, Parrott foi sentenciado à morte por enforcamento em 2 de abril de 1881, mas tentou escapar enquanto estava detido em uma cadeia de Rawlins, Wyoming.
Quando a notícia da tentativa de fuga chegou aos habitantes de Rawlins, um grupo de 200 linchadores o arrancou de sua cela sob a mira de armas de fogo e o pendurou pelo pescoço em um poste telegráfico. Charlie Burris sofreu um linchamento similar pouco tempo depois de sua captura; enquanto era transportado de trem para Rawlins, moradores locais o encontraram escondido no compartimento de bagagens, enforcando-o na viga transversal do poste telegráfico mais próximo.

## Experimento médico
Os médicos Thomas Maghee e John Eugene Osborne apossaram-se então do corpo de Parrott, com a intenção de estudar o cérebro do bandido à procura de sinais de criminalidade. O topo do crânio de Parrott foi serrado de forma bruta durante o procedimento e a tampa oferecida a Lilian Heath, assistente de Maghee então com 15 anos de idade. Heath acabaria tornando-se a primeira mulher a exercer a medicina em Wyoming, ficando conhecida também por utilizar a tampa craniana como cinzeiro, porta-canetas e calço de porta. Uma máscara mortuária foi criada a partir do rosto de Parrott, e a pele de suas coxas e tórax removidas.
A pele, acompanhada dos mamilos do morto, foi enviada para um curtume em Denver, sendo transformada em um par de sapatos e uma valise de médico. Os itens macabros foram mantidos por Osborne, que usou os sapatos em seu baile de posse após eleger-se o primeiro governador Democrata de Wyoming. Enquanto os experimentos prosseguiam, o corpo desmembrado de Parrott foi guardado em um barril de uísque preenchido com uma solução salina por aproximadamente um ano, até ser enterrado em um jardim nos fundos do escritório de Maghee.

## Ressurgimento
A história de Big Nose George foi sendo esquecida com o passar do tempo, até que em 11 de maio de 1950 operários que trabalhavam nas obras do Banco Nacional de Rawlins na rua Cedar desencavaram um barril de uísque cheio de ossos. Dentro do barril estava um crânio com o topo serrado, uma garrafa de conserva vegetal e os sapatos que teriam sido feitos a partir da coxa de Parrott. A doutora Lilian Heath, então uma octogenária, foi contactada, e a tampa craniana enviada ao local. Descobriu-se que ela encaixava-se perfeitamente ao crânio; um exame de DNA posteriormente comprovou que aqueles eram realmente os restos mortais do criminoso.
Atualmente os sapatos encontram-se em exibição no Museu do Condado de Carbon em Rawlins, juntamente com o crânio e a máscara mortuária de Parrott. A corrente utilizada durante o enforcamento do fora-da-lei, assim como a tampa craniana, estão em exibição no Museu da Union Pacific em Omaha, Nebraska. A valise fabricada a partir de sua pele jamais foi encontrada.